# Сарижарський сільський округ
Сарижа́рський сільський округ (каз. Сарыжар ауылдық округі, рос. Сарыжарский сельский округ) — адміністративна одиниця у складі Мартуцького району Актюбінської області Казахстану. Адміністративний центр — село Сарижар.
Населення — 4963 особи (2021; 3567 у 2009, 1979 у 1999, 1803 у 1989).
Станом на 1989 рік існувала Хлібодаровська сільська рада (село Хлібодаровка, селища Роз'їзд 37, Роз'їзд 38) Актюбінського району. 2012 року ліквідовано селище Роз'їзд 37. 2014 року Хлібодаровський сільський округ перейменований в сучасну назву.

## Склад
До складу округу входять такі населені пункти:
| Населений пункт              | Колишні назви | Населення, осіб (1989) | Населення, осіб (1999) | Населення, осіб (2009) | Населення, осіб (2021) |
| ---------------------------- | ------------- | ---------------------- | ---------------------- | ---------------------- | ---------------------- |
| Роз'їзд 37, станційне селище | -             | 15                     | 34                     | 36                     | -                      |
| Роз'їзд 38, селище           | -             | 57                     | -                      | -                      | -                      |
| Сарижар, село                | Хлібодаровка  | 1731                   | 1945                   | 3531                   | 4963                   |